# Större kärrblomfluga
Större kärrblomfluga (Helophilus hybridus) är en tvåvingeart som beskrevs av Friedrich Hermann Loew 1846. Större kärrblomfluga ingår i släktet kärrblomflugor, och familjen blomflugor. Arten är reproducerande i Sverige. Inga underarter finns listade i Catalogue of Life.